# Козаки у Віденській битві
Роль запорозьких козаків у Віденській битві 1683 року, першій великій (і найголовнішій) битві Війни «Священної ліги», є предметом певних міфів в українській популярній історії.
Незважаючи на велику кількість наукових праць, присвячених цій темі (це стосується, головно, польської історіографії), проблематичним і досі залишається питання про чисельність українських козацьких підрозділів, що брали участь у битві під Віднем та в наступних операціях по усуненню турецької загрози європейському регіонові, хоча його висвітленню певну увагу в своїх працях приділили такі вітчизняні історики, як І. Німчук, Б. Крупницький та І. Назарко.
Багато дослідників старшого покоління стверджували, що в поході Яна Собєського під Відень 1683 року брало участь близько 5000 українських козаків. У популярних статтях зустрічаються й некритичні твердження про 15—20 тисяч.
Питання про набір українських полків постало відразу після укладення польсько-австрійського союзу. Вже 19 квітня на засіданні сенатської комісії у Варшаві було повідомлено, що «козаків 1200 тільки наказав король набрати зараз під командою 4 ротмистрів Семена, Ворони і других двох». Згодом Ян III, отримавши фінансову допомогу від Папи Римського Інокентія XI, вирішив, що зможе утримати 3-тисячне козацьке військо.
Виконуючи розпорядження короля, великий коронний гетьман С. Яблоновський видав «приповідний лист» на вербування козацького полку правобережному полковнику Максиміліану Булизі, який у середині серпня мав прибути до Львова. Загальне керівництво набором козаків було доручено шляхтичу Й. Менжинському. Саме йому на руки видали певну суму грошей (близько 30 тис. ліврів) для «затягу» українського війська. За планом, що був розроблений особисто Яном III, козацькі полки 25 серпня мали прибути під Краків, де головні сили Речі Посполитої збиралися для походу на Відень. Однак через різні обставини вони не змогли цього зробити. «Вже не чекаючи полків литовських, ані козаків, залишивши їм наказ поспішати за мною, у перших днях вересня сподіваємось бути на берегах Дунаю», — писав король до папи Інокентія XI наприкінці місяця.

Похід Собеського проти турків у 1683 році

У авангарді польських сил вирушили лише 150 українських козаків під командуванням полковника П. Апостола-Щуровського. Вони входили до складу підрозділів волинського воєводи Я. Стадніцького на правах приватної легкої козацької корогви.
«…З Апостолом не маю козаків більше півтори сотні.., а п. Менжинський сидить ще зі своїми у Львові, як сам пише»,
— повідомляв король 9 вересня, під час переправи через Дунай. За кілька днів об'єднані війська Яна III та князя Лотаринзького перемогли багатотисячну армію візира Кара-Мустафи й звільнили оточений Відень. Про участь українських козаків Апостола в цій битві свідчить наступний запис короля:
«…турків зараз ведуть, як псів і худобу, їх моя драгунія і козаки немало забрали. О Менжинський, Менжинський!»
Останні слова були написані королем у стані великого незадоволення через неприбуття до Відня головних козацьких сил. Із великим сумом головнокомандувач польської армії відзначав, що
«козаки з Менжинським вже прийдуть невчасно, хоча вони тут (під Віднем — авт.) були б найпотрібніші».
Лише 24 вересня королева Марія-Казимира, якій чоловік доручив слідкувати за «козацьким затягом», повідомила, що Менжинський набрав хіба що півтори тисячі козаків. 28 вересня до військ Яна III, які прямували на Будапешт, приєдналися полки Я. Ворони і Менжинського. Полковникові Семену (Корсунцю?), що надійшов трохи пізніше, наказувалося йти «звичайною дорогою за другими». Через півтора тижня походу серед козаків виникло невдоволення тим, що Менжинський не виплатив обіцяних їм грошей. Однак той запевнив короля, що видасть обіцяну суму лише після походу, щоб козаки завчасно не повернулися в Україну.
Під час переправи через Дунай поблизу Остригома козаки Я. Ворони не змогли взяти «язика» на другому березі річки, що дуже роздратувало короля. Виправдовуючись перед Яном III, полковник говорив, що «простих хлопів затягнули, не козаків, бо так швидко козаків не могли дістати». Але незабаром до польської армії приєдналися полки М. Булиги, Семена (Палія?) та Іскрицького (Василя). У жовтні вони відзначилися під час облоги Остригома, а також у важкій та кровопролитній битві під Парканами (9 жовтня) та Сечанами (15 листопада). «А вони (козаки) пішли так швидко, відважно і мужньо, що під димом опанували зараз не тільки передмістя і стодоли, але й першу палісаду і браму та заткнули в ній свої прапори з хрестами — і в усіх заслужили собі на велику славу», — так описував король перший штурм добре укріпленої сечанської фортеці. «Яка то красива винахідливість і майстерність козацька», — згадував у своїх мемуарах свідок участі українських полків у післявіденському поході польської армії Я. Пасек.
Історик І. Назарко відзначав, що під час оборони Відня до складу польської армії входило сім козацьких полків загальною чисельністю З тис. чоловік. Але це не відповідає історичній дійсності. Про те, що під австрійською столицею було лише 150 козаків, писав головний учасник і свідок тих подій Ян III Собеський. Це підтверджують також документи, введені до наукового обігу польськими дослідниками. Щодо сучасних вітчизняних істориків (головно, популяризаторів), то вони зазвичай посилаються на літопис С. Величка, в якому говориться, що «король Собеський… поспішив з кільканадцятьма чи не двадцятьма тисячами доброго затяжного козацького молодця в них були начальниками Палій, Іскра і Самусь», однак «правдивість» цієї літописної інформації вже давно спростована І. Німчуком. Водночас відзначимо, що "компут Війська Запорозького, укладений наприкінці 1683 р. (а саме на нього посилається І. Назарко в своєму твердженні), справді нараховував 3 тис. козаків. Проте це були полки, які приєдналися до польського війська після битви під Віднем, у кінці вересня. Під керівництвом полковників В. Іскрицького та Булук-Баші перебувало по 500 козаків, М. Булиги, А. Зеленецького, К. Станецького, Я. Дуніна-Раєцького, а також невідомого полковника (його імені немає в реєстрі) — по 400 чоловік. Зустрічається також такий перелік козацьких старшин у цьому поході: Степан Куницький, Василь Іскрицький (Іскра?), Семен Корсунець, Яків Ворона, Адам Зеленецький, Заленський, Булукбаша, Олександр Барабаш, Максим Булига, Криштоф Лячинський, Казимир Санецький, Трофим Кохан і Ян Кобилян.
Згідно з «Ординацією плати Війську Запорозькому коштом Отця Святого Інокентія XI за субсидією Корони Польської проти неприятеля меча святого», кожному із семи полковників виплачувалося 600 злотих за рік, а також голландського сукна на 132 злотих та лисячого хутра разом із витратами на кравецькі потреби — на 90 злотих. Загальна сума витрат на козацьких полковників становила 5754 злотих. На сімох полкових осавулів видавалося 2625 злотих, генеральному писарю та військовому судді — по 375, шістьом полковим писарям — 756, двадцяти трьом сотникам — 7245, семи полковим хорунжим — 1050, двадцяти трьом сотенним хорунжим — 2760, двадцяти трьом сотенним осавулам — 2576, двісті дев'яносто одному курінному отаману (десятнику) — 32 592, двом тисячам шестистам одинадцяти рядовим козакам — 211 491. Отже, вся грошова сума (до неї входили й витрати на «сукно») визначалась у 267 599 злотих (зустрічається також цифра 277 402. Із цієї суми 182 тисячі субсидував Папа Римський, 95 з половиною тисячі сам король).
1683 роком слід датувати ще одну «Ординацію плати Війську Запорозькому», до якої було внесено три полки загальною чисельністю 1200 чоловік. Деякі польські історики чомусь датують цей документ 1689 р. Однак зміст «Ординації…», а також додаткові архівні джерела переконують, що вона була складена для козаків, які мали брати участь у віденській операції 1683 р. (підтвердженням є повідомлення з Варшави від 19 квітня того ж року, про яке згадувалося вище). Згідно з «Ординацією…», полковникам Я. Вороні (до речі, його ім'я не зустрічається у пізніших документах; можливо, він загинув під час походу в Угорщину), С. Корсунцю та Киліяну було виплачено 107 646 злотих. Слід відзначити, що це втричі менше, ніж виплачувалося польській легкій кінноті такої ж чисельності.
Загалом козаків було 3700 чоловік. Ймовірно, що в післявіденському поході брали участь і окремі козацькі підрозділи (близько 400—800 чоловік), які прийшли з Лівобережної України та Запорозької Січі. Якщо врахувати вояків, котрі не були внесені до реєстрових чи сплатних списків, загальна чисельність українських козаків, що брали участь у відомих подіях, становила близько 5 тис. чоловік.

## Вшанування пам'яті
У Відні, на честь українських козаків, встановлені пам'ятні знаки:
1. Пам'ятна дошка «На пам'ять поляглим українським козакам у бою під Віднем 1683 року», на стіні церкви Святого Леопольда[en] (Відень, Леопольдсберг[en]). Відкрита у 1983 році[7].
2. Пам'ятник українським козакам — захисникам Відня, у Тюркеншанцпарку[de] (Відень, Тюркеншанцпарк[de]). Відкритий 15 вересня 2003, на відзначення 320-ї річниці визволення Відня від турецької облоги, а також у зв'язку зі святкуванням 12-річчя Незалежності України. Створений колективом у складі скульпторів НСХУ, Володимира й Олексія Чепеликів, та архітектора Володимира Скульського[7]. Пам'ятник було виготовлено у Києві.
3. Пам'ятник українським козакам — захисникам Відня, у парку на горі Леопольдсберг[en] (Відень, Леопольдсберг). Встановлений у 2013 році, за особистої підтримки мера Відня Міхаеля Хойпля[8][9]. Авторами пам'ятника також стали скульптори Володимир та Олексій Чепелики[7].

- Пам'ятна дошка на стіні церкви Святого Леопольда
- Пам'ятник козакам у Тюркеншанцпарку
- Пам'ятник козакам на горі Леопольдсберг

27 лютого 2013 року до ВРУ за ініціативи Ірини Фаріон та Олега Панькевича було подано проект постанови про увічнення 330-ї річниці участі українців у Віденській битві, але у результаті голосування він так і не був затверджений.